# Dendrophilacris divergens
Dendrophilacris divergens är en insektsart som beskrevs av Christiane Amédégnato och Poulain 1987. Dendrophilacris divergens ingår i släktet Dendrophilacris och familjen gräshoppor. Inga underarter finns listade i Catalogue of Life.